# Thomas Reynolds-Moreton (1er comte de Ducie)
Thomas Reynolds-Moreton, 1er comte de Ducie (31 août 1776 - 22 juin 1840) est un homme politique anglais.

## Biographie
Il est le fils de Francis Reynolds-Moreton (3e baron Ducie) et Mary Provis et a fait ses études au Collège d'Eton et au Collège d'Exeter. Il devient 4e baron Ducie de Tortworth le 19 août 1808.
Il est élu membre de la Royal Society en 1814. Il est créé 1er comte de Ducie le 28 janvier 1837.
Il épouse Frances Herbert, fille de Henry Herbert (1er comte de Carnarvon), et Elizabeth Alicia Maria Wyndham le 6 décembre 1797. Leur fils Henry Reynolds-Moreton (2e comte de Ducie) lui succède au comté.